# Kościół Najświętszego Serca Pana Jezusa w Gryficach
Kościół Najświętszego Serca Pana Jezusa w Gryficach – jeden z dwóch rzymskokatolickich kościołów parafialnych w Gryficach, w województwie zachodniopomorskim. Należy do dekanatu Gryfice archidiecezji szczecińsko-kamieńskiej.

## Historia
Budowę świątyni rozpoczął w 1930 roku ksiądz Edmund Wende, proboszcz powstałej w 1914 roku parafii katolickiej w mieście. Była to pierwsza świątynia katolicka po reformacji. Przy budowie kościoła pracowali Polacy i to głównie właśnie oni przyczynili się do powstania tej budowli. Kościół został uroczyście poświęcony w dniu 16 listopada 1932 roku. Na tę uroczystość Polacy ufundowali kopię obrazu Matki Bożej Częstochowskiej, która została umieszczona w bocznym ołtarzu świątyni. W dniu 23 listopada 1933 roku obraz został potajemnie usunięty z budowli i zniszczony przez hitlerowców. W Roku Jubileuszowym 2000 miejscowy oddział Katolickiego Stowarzyszenia „Civitas Christiana” z inicjatywy nieżyjącego już przewodniczącego Stanisława Taperka, przy współpracy z ówczesnym proboszczem ks. kan. Zygmuntem Nogą oraz parafianami postanowili po 67 latach po raz kolejny ufundować kopię obrazu Matki Bożej Częstochowskiej do świątyni. Kopia obrazu Matki Bożej Częstochowskiej Królowej Polski w dniu 30 lipca 2000 roku została uroczyście intronizowana do kościoła.